# Kąpiące się (obraz Auguste’a Renoira)
Kąpiące się (fr. Les Baigneuses) – obraz olejny, o wymiarach 110 × 160 cm, autorstwa francuskiego malarza impresjonisty Auguste’a Renoira, namalowany w latach 1918–1919.
Jest to jeden z ostatnich obrazów Renoira, malarz zmarł po ukończeniu dzieła w 1919 roku. Nagie kobiety o mocnej budowie i różowej cerze przedstawione zostały w gaju oliwnym. Artysta przy pracy koncentrował się na formie i kolorze.
Akty w twórczości Renoira zaczęły dominować dopiero od lat osiemdziesiątych XIX wieku, po jego podróży do Włoch odbytej w latach 1881–1882.